# Sistema Integrado Previsional Argentino
El Sistema Integrado Previsional Argentino (SIPA) es el sistema estatal que administra los fondos generados con los aportes jubilatorios realizados por los trabajadores públicos y privados del país. Pertenece a la Administración Nacional de la Seguridad Social.
Fue creado mediante la ley N.° 26.425 del 2008, que dio fin a las Administradoras de Fondos de Jubilaciones y Pensiones (AFJP) y traspasó al Estado los activos que administraban.

## Historia

### Reestatización del sistema

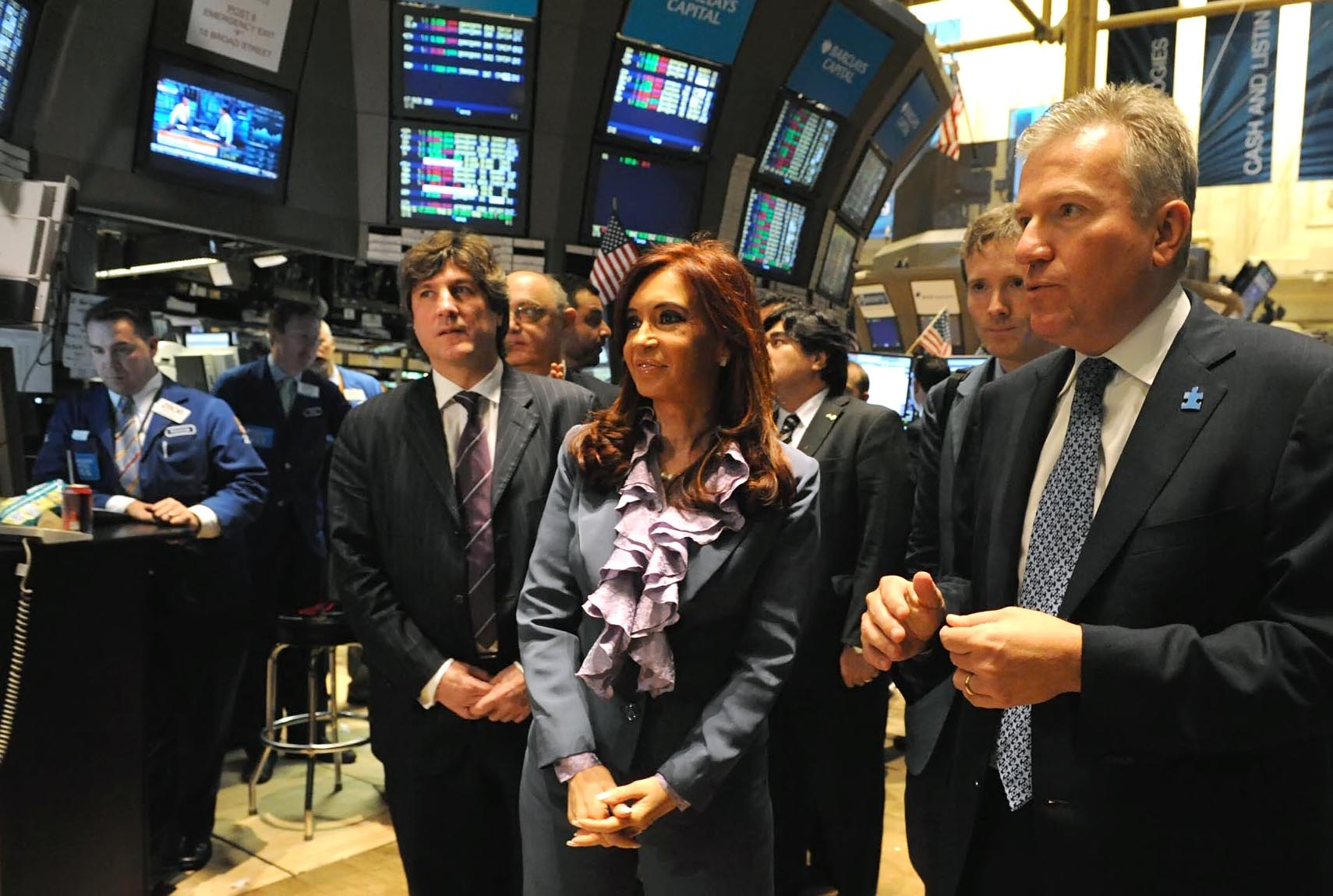
La presidenta Cristina Fernández de Kirchner junto a Amado Boudou, el entonces titular de ANSES y luego vicepresidente de la Nación.

Desde su creación las AFJP fueron blanco de denuncias e investigaciones por corrupción en el manejo de fondo. A fines de los 90 surgieron denuncias para investigar a las Administradoras de Fondos de Jubilaciones y Pensiones (AFJP) y a funcionarios de los gobiernos menemista y el del UCR Fernando De la Rúa por “defraudación” en el manejo de los fondos previsionales. La jueza federal Servini de Cubría llamó a indagatoria del expresidente de la Nación, Fernando De la Rúa y del exministro de Economía Domingo Cavallo, a quienes se señalaba como los responsables de la desfinanciación de los fondos jubilatorios.
En 2007,  el sistema de capitalización individual administrado por las AFJP registró pérdidas significativas en sus fondos, lo que redujo la confianza en el esquema privado. En 2010 la justicia argentina allana a diez AFJP en una investigación por supuestas irregularidades que apuntaba a determinar si esas entidades cometieron acciones fraudulenta con los fondos de los aportantes.
Ese mismo año, el Grupo Clarin fue investigado por la Justicia Penal Económica por presunta estafa a los afiliados de las Administradoras de Fondos de Jubilaciones y Pensiones (AFJP) por supuesta estafa a los afiliados que consistía en la emisión de acciones en 2007 a un valor "inflado" donde se ocultaron los riesgos que enfrentaban los compradores minoritarios, en la causa judicial fue involucrada, Ernestina Herrera de Noble, la mayor accionista del grupo y gerente de las administradoras de pensiones.

Hubo posteriores investigaciones judiciales contra varias empresas y AFJP por desvío de los fondos. Diversas irregularidades en las AFJP entre ellas investigaciones acerca de delitos de índole económica, como la distorsión de precios de las acciones que habrían sido compradas por las AFJP, por parte de un multimedios acusado de haber fraguado una salida a la Bolsa con un precio inflado, lo que ocasionó que cuando las administradoras de fondos jubilatorios las incorporaron a sus carteras, el precio se desplomó, ocasionando un perjuicio a sus tenedores.
El 21 de octubre de 2008, el gobierno de Cristina Fernández de Kirchner anunció, mediante un acto con el titular de ANSES Amado Boudou, el envío al Congreso de un proyecto para reemplazar las AFJP por un sistema de reparto estatal.
Al día siguiente, el fiscal Guillermo Marijuán, titular de la Unidad Fiscal de Investigaciones de la Seguridad Social (UFISES), presentó una denuncia ante el juez federal Claudio Bonadío  contra diez AFJP por presunta "administración fraudulenta a raíz de la presunta liquidación de bonos del Estado", alegando que habían vendido títulos públicos por USD 140 millones a precios inferiores al mercado antes de la estatización. El juez ordenó la suspensión de operaciones por siete días mediante una orden de "no innovar" mientras se investigaba si la maniobra perjudicó a los aportantes.

#### Proceso legislativo
- Cámara de Diputados (7/11/2008): Aprobado por 162 votos a favor (oficialismo, Partido Justicialista, Partido Socialista y bloques provinciales) y 75 en contra (el PRO, la Coalición Cívica y una parte de la Unión Cívica Radical).[9][10][11][12]
- Senado (19/11/2008): Aprobado por 46 votos afirmativos, 18 negativos y 1 abstención.[13]

La ley N.° 26.425 se promulgó el 9 de diciembre de 2008, transfiriendo los activos de las AFJP (aproximadamente USD 30,000 millones) al Estado. Esta ley entró en vigencia tras su publicación en el Boletín Oficial de la República Argentina.

#### Repercusiones y debates posteriores

##### Posturas oficialistas
- La presidenta Cristina Fernández de Kirchner afirmó: «Cuando los recursos de los trabajadores estaban en manos de los privados, se pagaron 12.200 millones de dólares en comisiones, más de 50.000 millones de pesos».[15]
- Diego Bossio, entonces titular de ANSES, declaró: «si las AFJP existieran [al día de hoy], serían usureras»[16]
- Amado Boudou, jefe de ANSES hasta 2011, sostuvo: «si siguieran las AFJP sería un drama […] para las personas que se hubieran jubilado en este tiempo, ya que sus fondos no valdrían nada».[17]

Paralelamente el Estado se hizo cargo de 125.000 juicios de jubilados contra las AFJP por incumplimiento en el pago de haberes.

##### Reacciones internacionales
- El embajador español en Argentina, Rafael Estrella declaró que el traspaso era «una decisión soberana del gobierno argentino» y que «no afecta para nada al gobierno español, ni a las relaciones con la Argentina».[19]

##### Aspectos judiciales
- Investigaciones posteriores analizaron presuntas irregularidades en varias empresas privadas de las AFJP por desvío de fondos, incluida la compra de acciones sobrevaluadas por parte de las AFJP, vinculadas a un multimedios acusado de manipulación bursátil,La supuesta maniobra de las AFJP consistía en desprenderse de los títulos de deuda pública y obtener dólares, ante la inminente estatización de los fondos que administraban. La operación habría consistido en la venta a bajo precio de bonos públicos, por un total de 140 millones de dólares. Esto habría producido, según la sospecha del fiscal, una dilapidación de los fondos de los jubilados, la obtención de dinero en efectivo por parte de las AFJP y el alza de la moneda estadounidense..[20][21][22]
- La Corte Suprema de Justicia avaló la constitucionalidad de la ley en un fallo unánime (caso "Arauca Bit"), respaldando los argumentos de la Procuradora Fiscal, por parte de los jueces Ricardo Lorenzetti, Elena Highton de Nolasco, Enrique Petracchi, Raúl Zaffaroni y Juan Carlos Maqueda.[23]Un año después el CIADI rechazo una demanda por la estatización. [24]

### Gestión estatal
La nacionalización del sistema previsional y la estatización de los fondos de las AFJP permitiría ahorrar en el pago de comisiones a las AFJP y ampliar de forma escalonada el número de beneficiarios en el sistema previsional. La medida implicó en los primeros cinco años un ahorro de 58.500 millones ARS (6.866 millones USD), en el mismo lapso el fondo creció hasta más de 482.000 millones de pesos administrados por el Estado, permitió un ahorro de 58.500 millones de pesos en comisiones. Medido en dólares el fondo pasó 25.000 millones de dólares a más de 56 mil millones de dólares. Tras la estatización de los fondos hubo una ampliación del alcance de la Seguridad Social, entre ellos la Ley de Movilidad Jubilatoria, PROG.R.ES.AR., PRO.CRE.AR, Conectar Igualdad, la Asignación Universal por Hijo y la Asignación por Embarazo para Protección Social, ARGENTA y el récord de pago de sentencias.
A mediados de 2011, el capital del Fondo de Garantía de Sustentabilidad (FGS) se había duplicado desde la estatización de las AFJP, y el fondo para resguardar el pago de jubilaciones superó los 200 000 millones de pesos. La cifra es más del doble de lo que habían acumulado las AFJP cuando dejaron de operar en diciembre de 2008. Catorce años de administración privada de los aportes previsionales concluyeron con un saldo de 98 224 millones de pesos, mientras que, en menos de dos años, el Estado logró más que duplicar ese monto, que en aquel momento llegó a 201 027 millones de pesos. Hasta enero de 2011, la ANSeS tenía recursos corrientes y de capital por un total de 180.600 millones de pesos. El valor de los Fondos de Garantía de Sustentabilidad alcanzaba, hasta el 2013, $ 206.377 millones de pesos. Desde que ANSES estatizó las ex AFJP, el valor de dichos fondos aumentó 157 %.
El monto del FGS se triplicó desde la estatización de los fondos que antes estaban en poder de las AFJP hasta el año 2012. Se dio un crecimiento de las inversiones del dicho fondo, que pasó de 98.083 millones ARS  (28.353 millones USD) en 2008 (último año privado) a 482.660 millones ARS (56.790 millones USD) al 31 de octubre de 2014, significando un crecimiento del 392,1% (100% en USD). Asimismo, el capital del FGS se había duplicado desde la estatización de las AFJP, y el fondo para resguardar el pago de jubilaciones superó los 200.000 millones ARS. La cifra es más del doble de lo que habían acumulado las AFJP cuando dejaron de operar en diciembre de 2008. Catorce años de administración privada de los aportes previsionales concluyeron con un saldo de 98.224 millones ARS, mientras que, en menos de dos años, el Estado logró más que duplicar ese monto, que en aquel momento llegó a 201.027 millones ARS.
Junto a la estatización de las AFJP, se aprobó en octubre de 2008, la ley de Movilidad Jubilatoria que actualiza los valores de las prestaciones teniendo en cuenta la variación en la recaudación fiscal y en los salarios formales. Esta ley sería luego modificada por el gobierno de Mauricio Macri en diciembre de 2017 y nuevamente en 2019 por el de Alberto Fernández, en ambos casos para modificar la fórmula que determinaría los aumentos (véase Reforma previsional en Argentina de 2017).
En cuanto al número de afiliados, gracias a la ley 25.994, promulgada por la presidenta argentina Cristina Fernández de Kirchner, se incorporaron al sistema previsional más de dos millones y medio de personas que hasta entonces estaban excluidas de la cobertura. En 2003, durante el régimen privado había tres millones y medio de jubilados y pensionados, y se destinaba un 4,5 % del PBI a jubilaciones. En los últimos cinco años, el universo de jubilados pasó de 3,2 millones a 5,6 millones bajo el sistema estatal Argentina alcanzó en 2015 los niveles de cobertura jubilatoria más altos de América Latina. Un informe del Banco Mundial destacó la política de protección social al señalar que el haber jubilatorio mínimo es equivalente a 442 USD, es el más alto de toda América Latina.
En 2013, la cantidad de trabajadores con cobertura social ascendió a 5,89 millones (86 % más que los 3,16 millones de 2003). A través de la Anses que administra los fondos estatales se incrementó del 30 % al 90 % la cantidad de jubilados con cobertura 100 % en medicamentos se incrementó de 9 000 a 1 400 000 jubilados. Las pensiones no contributivas pasaron de 0,18 millones de beneficiarios (en 2003) a 1,3 millones (en 2012).